# Treno interregionale
Il treno interregionale è una categoria di treni presente in diversi paesi europei.

## In Belgio
In Belgio la categoria interregionale (IR) venne istituita dalla SNCB il 3 giugno 1984 a seguito del Plan IC-IR 84, con il quale si decise di razionalizzare il servizio introducendo l'orario cadenzato e sopprimendo stazioni, fermate e linee poco frequentate: l'obiettivo era contrastare il calo dei viaggiatori e l'incremento dei costi d'esercizio. Si crearono 16 collegamenti interregionali, che completavano il servizio offerto dai 13 collegamenti Intercity e servivano 92 stazioni ad una velocità media di 65 km/h.
Visti i modesti risultati il piano venne rivisto nel 1988 e nel 1998, ottenendo solo con quest'ultima rivisitazione l'incremento dei viaggiatori sperato. La categoria è stata soppressa nel 2014.

### Caratteristiche e materiale rotabile
Si trattava di treni che collegavano diverse regioni tra di loro, con più fermate rispetto agli IC. I collegamenti IR introdotti con il piano del 1984 servivano 92 stazioni ad una velocità media di 65 km/h.
A seguito del piano IC-IR 84 gli interregionali erano effettuati con locomotive Diesel e carrozze tipo M2 oppure con elettromotrici doppie delle serie più recenti.

## In Italia

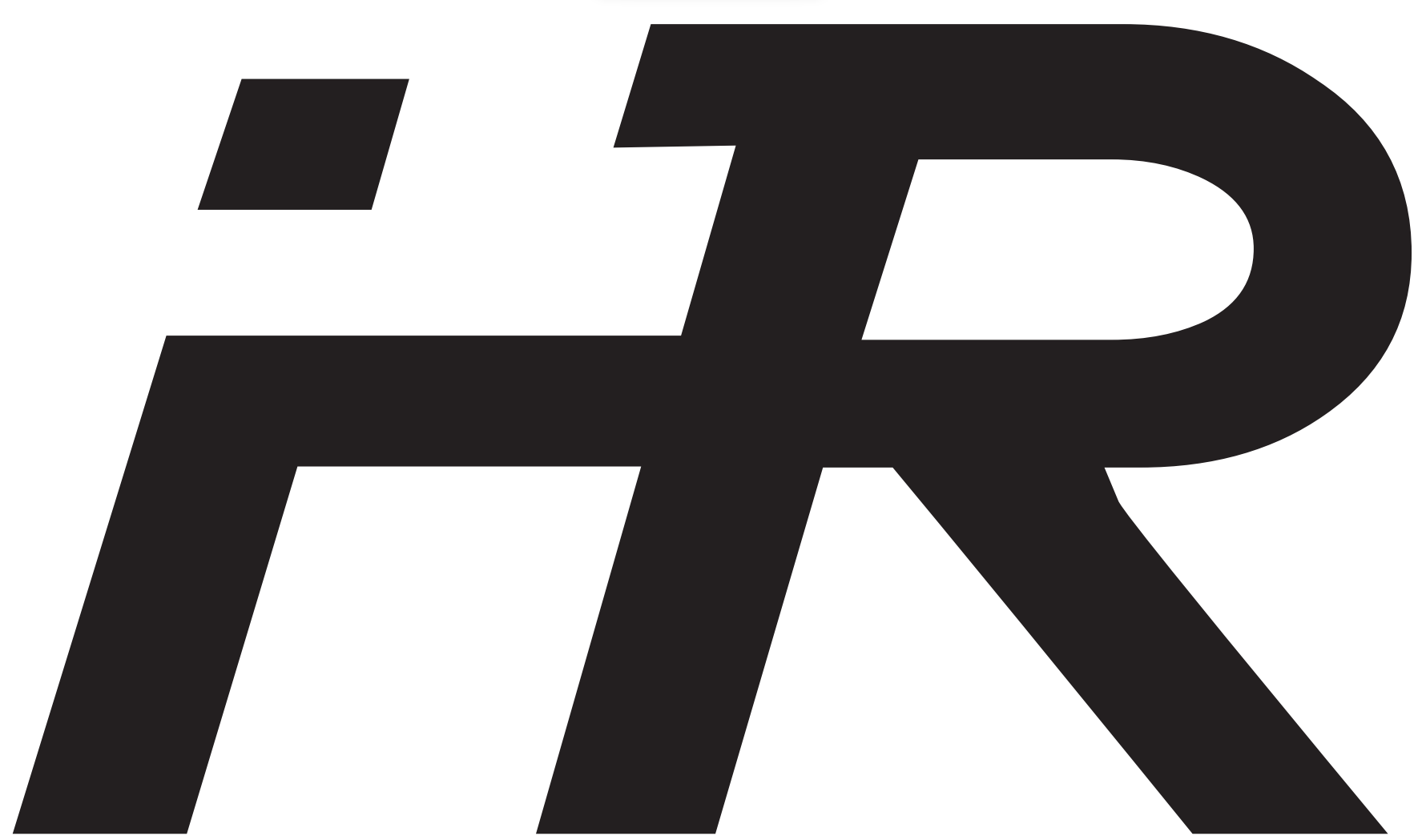
Simbolo utilizzato per indicare i treni interregionali sui quadri orario italiani

In Italia la categoria interregionale (IR) venne istituita dalle Ferrovie dello Stato con il cambio d'orario del 23 maggio 1993, contestualmente a quella di treno regionale.
Furono classificati interregionali tutti i treni espressi diurni e anche alcuni diretti, tuttavia non vi era una motivazione chiara per la quale un treno veniva classificato come interregionale o come diretto.
Nel 2004 si decise di abbandonare la denominazione di "interregionale", adottando in sua vece la nuova denominazione di CityExpress (CExp), ma tale decisione non fu tuttavia applicata.
La categoria IR venne mantenuta fino all'inverno del 2006, quando i treni interregionali e diretti vennero tutti riclassificati come regionali.
Il 12 dicembre 2010 le relazioni in precedenza indicate come treni interregionali e diretti hanno ricevuto una nuova classificazione, quella di treni regionali veloci.

### Caratteristiche e materiale rotabile
Si trattava di treni che effettuavano solo le fermate di maggiore importanza delle linee impiegate, con percorsi all'interno di una, due o tre regioni, differenziandosi dai treni regionali principalmente per il minor numero di fermate e per i minori tempi di percorrenza a parità di tratta. Dall'inverno 2006 sono stati in certi casi riclassificati treni regionali, in altri sostituiti da InterCity (introducendo quindi l'obbligo di prenotazione del posto a sedere).
Il servizio veniva effettuato negli anni novanta con materiale rotabile omogeneo MDVC e MDVE, ed in misura minore UIC-X. Il materiale usato più frequentemente per la trazione era composto da E.646, D.445 e in seguito da E.464, E.656 Caimano e E.632 Tigre.
Negli anni 2000 su alcune relazioni (come la Torino–Milano) sono stati immessi anche convogli Vivalto in composizione speciale a 8 carrozze e con la motrice E.464 di serie, sostituita in alcuni casi da E.632 contestualmente all'allungamento del convoglio a otto casse (invece delle cinque standard).

### Treni interregionali FER
La categoria IR è stata usata da Ferrovie Emilia Romagna lungo la ferrovia Suzzara-Ferrara fino al dicembre del 2010.

## In Svizzera
In Svizzera la categoria interregionale (IR) venne istituita dalle Ferrovie Federali Svizzere nel 1997, in occasione del cambio d'orario.

### Caratteristiche e materiale rotabile
Si tratta di treni che collegano velocemente le regioni tra di loro (mentre gli InterCity collegano velocemente le città tra di loro). Vengono effettuati ordinariamente con carrozze dotate di aria condizionata.
Tra i rotabili utilizzati per il servizio figurano gli elettrotreni RABDe 500, RABDe 501 e RABe 502,  le carrozze IC2000, le carrozze unificate IV e le carrozze EuroCity.